# Domèvre-en-Haye
Domèvre-en-Haye ist ein Dorf und eine Gemeinde mit 408 Einwohnern (Stand: 1. Januar 2022) im französischen Département Meurthe-et-Moselle in der Region Grand Est (bis 2015 Lothringen). Die Gemeinde gehört zum Arrondissement Toul und zum Kanton Le Nord-Toulois.

## Geografie
Domèvre-en-Haye liegt etwa 23 Kilometer nordwestlich von Nancy an der Esch. Das Gemeindegebiet ist Teil des Regionalen Naturparks Lothringen. Umgeben wird Domèvre-en-Haye von den Nachbargemeinden Manonville im Nordwesten und Norden, Martincourt im Norden und Nordosten, Gézoncourt im Nordosten, Rogéville im Nordosten und Osten, Tremblecourt im Osten und Südosten, Manoncourt-en-Woëvre im Süden sowie Minorville im Westen.

## Bevölkerungsentwicklung
| Jahr                       | 1962 | 1968 | 1975 | 1982 | 1990 | 1999 | 2006 | 2019 |
| Einwohner                  | 218  | 193  | 178  | 276  | 312  | 353  | 460  | 403  |
| Quellen: Cassini und INSEE |      |      |      |      |      |      |      |      |

## Sehenswürdigkeiten
- Kirche Saint-Léger aus dem 18. Jahrhundert